# Barrett M90
Il fucile M90 Barrett è un fucile di precisione anti-materiale sviluppato e prodotto dalla Barrett Firearms Company  nel 1990 (da qui la designazione M90) per quei clienti che vogliono un fucile cal .50 ma preferiscono un fucile a otturatore girevole-scorrevole piuttosto che un'azione semiautomatica già offerta dal Barrett M82.
Dopo la prima esperienza con questo tipo di fucile nel 1995 fu sostituito dal modello leggermente migliorato Barrett M95 che è tuttora in produzione. Entrambi i modelli sono usati come fucili anti-materiale, anti-cecchino a lunga distanza e per eliminazione di materiale esplosivo.

## Tecnica
I due modelli sono bolt-action a ripetizione manuale in configurazione bullpup, cioè con l'otturatore, il sistema di scatto ed il caricatore (da 5 colpi) posti dietro il grilletto, all'interno del calcio; per questo essi risultano essere ben 30 cm più corti rispetto all'M82, più leggeri e anche meno costosi. Ciò nonostante il fucile utilizza una canna da 29 pollici (come l'M82), pertanto non vi è alcuna riduzione delle prestazioni balistiche della pallottola.
La culatta è costituita da due pezzi (superiore e inferiore) stampati in lamiera d'acciaio alleggerito e collegati tra loro da due push-pin.
L'otturatore presenta tre alette che lo bloccano direttamente nella canna. Nessuno dei due modelli presenta mire metalliche; mentre nell'M90 è presente un castello su cui è montata un'ottica 10×, nell'M95 si trova una guida Picatinny con lo stesso scopo.
Come tutti i modelli Barrett, anche questi presentano il bipode anteriore asportabile e un monopiede regolabile inserito nel calcio.